# رفاعة بن جابر (حالمين)

تعديل مصدري - تعديل

رفاعة بن جابر هي إحدى قرى عزلة حبيل الريدة بمديرية حالمين التابعة لمحافظة لحج، بلغ تعداد سكانها 43 نسمة حسب تعداد اليمن لعام 2004.